# Mrs Hudson
Pour les articles homonymes, voir Hudson.
Mrs Martha Hudson ou Mme Martha Hudson est un personnage de fiction des romans et nouvelles de Sir Arthur Conan Doyle. Elle est la logeuse de Sherlock Holmes à Londres, au 221B Baker Street.

## Histoire
Mme Hudson tient à ce que sa maison soit propre et bien en ordre, et c'est souvent un sujet de désaccord avec Sherlock Holmes. Le docteur Watson la décrit comme une excellente cuisinière et Holmes, à une occasion, nous apprend qu'elle est Écossaise, dans la nouvelle Le Traité naval (The Adventure of the Naval Treaty). Si ce n'est une mention de sa « démarche de reine », on ne donne d'elle aucune description physique ni même son prénom, bien qu'elle ait été identifiée avec « Martha » dans la nouvelle Son dernier coup d'archet (His Last Bow). Dans les adaptations filmées et télévisées des récits, on la montre généralement comme une femme assez âgée même si, à de rares occasions, elle est présentée comme une femme jeune. C'est le cas dans la série télévisée d'animation Sherlock Holmes et Moriarty.
Le docteur Watson a décrit les relations entre Holmes et Mme Hudson dans le prologue de la nouvelle intitulée Le Détective agonisant (The Adventure of the Dying Detective) : 

« Mme Hudson, la logeuse de Sherlock Holmes, était d’une patience éprouvée. Non seulement son appartement du premier étage était envahi à toute heure d’une foule de gens bizarres et souvent peu recommandables, mais encore son célèbre locataire manifestait une excentricité et une irrégularité d’habitudes qui auraient dû épuiser son indulgence. Son incroyable manque de soins, sa prédilection pour la musique à des heures que tout un chacun réserve au sommeil, son entraînement au revolver en chambre, ses expériences scientifiques aussi étranges que malodorantes, l’ambiance de violence et de danger qui l’entourait faisaient de lui le pire des locataires de Londres. D’autre part, il la réglait princièrement. Je suis sûr que pour le prix que Holmes loua son meublé pendant les années que je vécus avec lui, il aurait pu acheter toute la maison.
La logeuse éprouvait pour lui une terreur respectueuse ; jamais elle n’osait le contredire, bien qu’il usât parfois avec elle de manières apparemment offensantes. Elle l’aimait bien, aussi, car dans ses rapports ordinaires avec les femmes il mettait beaucoup de gentillesse et de courtoisie. »

## Apparitions dans les adaptations
Dans la série Sherlock Holmes créée par Granada Television, son rôle est interprété par Rosalie Williams. Son importance est pour l'occasion extrêmement accrue et développée par rapport aux nouvelles et romans originaux. Il s'agit d'une idée de l'interprète du rôle principal de la série, Jeremy Brett.
Dans la série Sherlock, elle est interprétée par Una Stubbs. Sa loyauté envers Sherlock date du temps où le détective a prouvé que son mari était membre d'un cartel de drogue en Floride, assurant ainsi son exécution.
Dans la série américaine Elementary, Ms Hudson apparaît pour la première fois dans l'épisode 19 Snow Angels. Elle est interprétée par Candis Cayne.
Dans la série Les Aventures de Sherlock Holmes et du docteur Watson de Igor Maslennikov (1979-1986), son rôle est interprété par Rina Zelyonaya.
Dans la série russe Sherlock Holmes d'Andreï Kavoune (2013), son rôle est interprété par Ingeborga Dapkūnaitė.
Sarah Crowden l'incarne dans le film Mr. Holmes (2015).